# Lepidosperma ustulatum
Lepidosperma ustulatum är en halvgräsart som beskrevs av Ernst Gottlieb von Steudel. Lepidosperma ustulatum ingår i släktet Lepidosperma och familjen halvgräs. Inga underarter finns listade i Catalogue of Life.